# Luis Monti
Luis Felipe Monti (Buenos Aires, 15 de maio de 1901 – 9 de setembro de 1983) foi um futebolista ítalo-argentino. É o único a ter jogado finais de Copa do Mundo FIFA por países diferentes: perdeu a de 1930 pela Argentina, mas foi campeão em 1934 pela Itália. Attilio Demaría lhe acompanhou nesses dois torneios, mas não esteve em nenhuma das finais. Monti, curiosamente, não se orgulhava da marca, por acreditar que não exerceu nas decisões toda a capacidade que tinha, sentindo a própria vida ameaçada caso ganhasse a primeira e perdesse a segunda. Ele também foi o autor do primeiro gol argentino na história da competição.
A nível de clubes, ele foi um raríssimo campeão argentino nos dois lados da rivalidade Huracán vs. San Lorenzo, identificando-se mais com os azulgranas. Posteriormente, esteve no ciclo de um pentacampeonato italiano da Juventus, então um recorde na Serie A. O físico robusto lhe rendeu o apelido de Doble Ancho ("duplamente largo"); a valentia, de León Azul; e a marcação brusca na Copa do Mundo FIFA de 1934, creditada à pressão exercida por Benito Mussolini sobre os jogadores da Azzurra, de El Terrible Monti. Também era conhecido pelo diminutivo Luisito.[carece de fontes?]
Entretanto, era considerado um jogador cavalheiro, não se registrando nenhuma expulsão na equipe que por mais tempo defendeu, o San Lorenzo. Destacava-se por, mesmo jogando em posição recuada, chegar com facilidade ao ataque, tendo bom passe e arremate. Foi uma das maiores figuras do período amador do futebol argentino antes de passar a destacar-se na Europa, onde é considerado um dos dez maiores argentinos a atuar no futebol italiano. Também destacava-se no desarme e no apoio defensivo.

## Carreira em clubes

### Huracán e outros

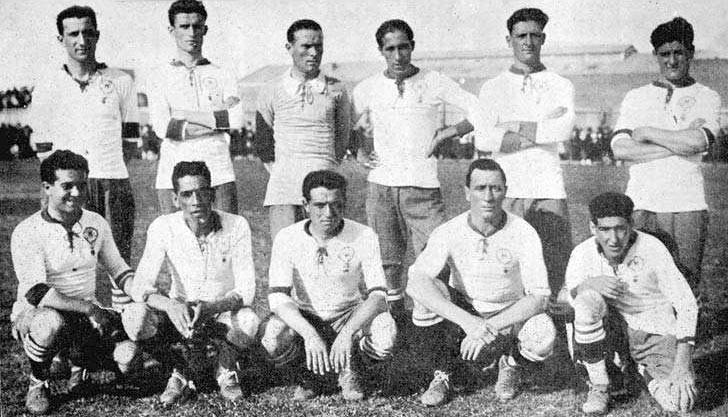
O Huracán campeão argentino pela primeira vez, em 1921. Monti é o último em pé, da esquerda para a direita.

Após experiências prévias por pequenas equipes, Monti e seu irmão Enrique teve destaque inicial no General Mitre, no qual foi campeão da segunda divisão argentina de 1920. O clube, porém, não entendeu-se com a federação e terminou desafiliado. Assim, os irmãos Monti seguiram carreira no Huracán, influenciados por um amigo dirigente deste clube. Luis jogou somente sete partidas na nova equipe, três por Copas e quatro pelo campeonato argentino, adentrando na reta final da edição daquele ano. No campeonato, a passagem de Monti pelo Globo terminou com 100% de aproveitamento, derrotando o Sportivo Palermo por 2-1, o Sportivo Barracas por 3-1, o Del Plata por 3-0 e o Boca Juniors por 2-0.
A partida contra o Del Plata assegurou o título do torneio aos huracanenses, o primeiro deles na elite argentina, ainda que não de imediato; o Boca mantinha possibilidades matemáticas, que se encerraram com a posterior derrota em jogo adiado contra o Nueva Chicago. O jogo entre Boca e Huracán ocorreu já em janeiro do ano seguinte, e foi festejado pela equipe do bairro de Parque Patricios também por ser a primeira vitória do clube sobre os auriazuis.
Na época, haviam duas ligas separadas de clubes argentinos, cisão que durou de 1919 a 1926. O Huracán e o Boca eram os principais times da associação reconhecida pela FIFA e dividiram em sua liga todos os títulos disputados durante a separação, criando uma natural rivalidade decorrente também dos seus respectivos rivais clássicos (San Lorenzo e River Plate) pertencerem à associação dissidente. O desempenho de Monti nos poucos jogos realizados pelo Huracán foi bem avaliado, mas ele seguiu ao próprio Boca em 1922, após a saída do dirigente amigo que havia lhe levado ao Huracán. Uma lesão, porém, impediu que chegasse a estrear pelo novo clube.

### San Lorenzo

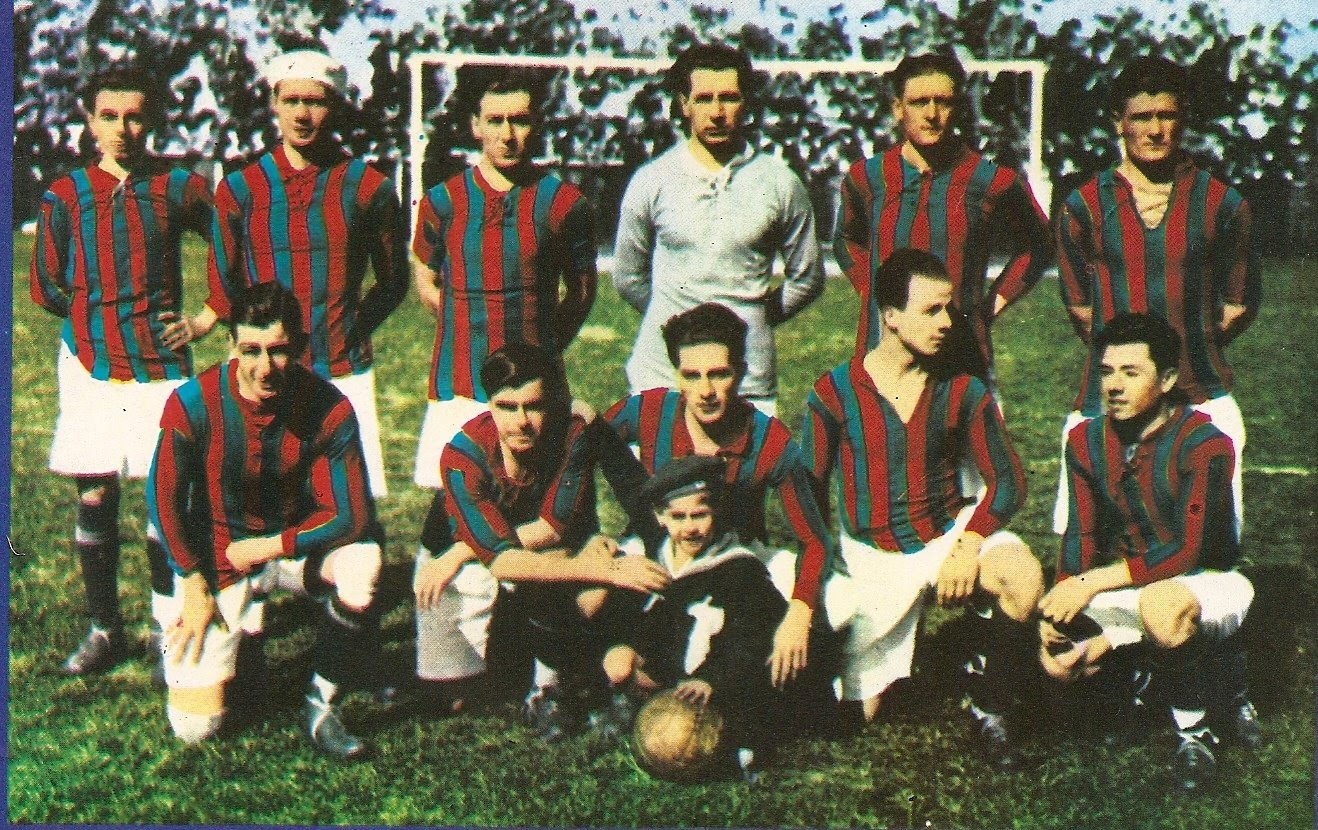
O San Lorenzo campeão argentino pela primeira vez, em 1923. Monti é o último em pé, da esquerda para a direita. A seu lado, o irmão Enrique Monti.

Ainda em 1922, Monti passou a jogar na liga dissidente, pelo San Lorenzo. Seu temperamento, convicção de líder e posição em campo logo fizeram dele o eixo principal da equipe, sustentando o equilíbrio defensivo e originando as jogadas de ataque, além de exercer ascendência moral sobre os colegas. O clube terminou em terceiro após longo campeonato, que se estendeu até o ano seguinte. Em tempos em que não havia o cargo propriamente de técnico, era Monti quem, como capitão, informalmente preparava os treinamentos e trabalho físico, a consistir em voltas no quarteirão.
Em 1923, a equipe foi campeã e Monti marcou inclusive três gols, sendo uma das figuras fundamentais de uma conquista assegurada ainda na penúltima rodada. Seu irmão Enrique chegou naquele ano ao time. Ambos estiveram assim tanto no primeiro título do Huracán como no primeiro do rival San Lorenzo na elite argentina. Além deles, somente Antonio Valente também foi campeão pelos dois, sendo colega no elenco azulgrana de 1923 e participante da conquista do rival em 1920 na Copa Estímulo, torneio oficial que mantinha os clubes ativos enquanto o campeonato se pausava em decorrência de partidas da seleção argentina.
Em 1924, o San Lorenzo obteve a Copa Rio da Prata, troféu disputado na época com o campeão uruguaio - a partida, contra o Montevideo Wanderers, foi a primeira a nível internacional na história do clube do bairro de Boedo; e foi bicampeão seguido no torneio argentino dissidente, onde Monti chegou a marcar gols em cinco adversários. Monti, em paralelo, estreou na seleção argentina. Seu clube foi ainda vice em 1925, a três pontos do Racing, campeão invicto; e entre este ano e 1926 o capitão Monti faltou em apenas duas partidas em 48 disputadas. O San Lorenzo chegou em 1926 a acumular 47 jogos de invencibilidade, perdendo apenas para o campeão, o Independiente, de quem foi vice por um único ponto; a definição do título só ocorreu na rodada final. Foram vinte meses de invencibilidade, com Monti enaltecendo em entrevista que o "San Lorenzo talvez não seja o melhor team, mas seguramente é o mais disciplinado e o que tem mais coração", recusando um café porque "há que cuidar-se; os adversários são muitos e o campeonato desse ano exige algum sacrifício".
As duas ligas dissidentes se unificaram em 1927, criando um longo campeonato só concluído no ano seguinte. O San Lorenzo, após oito anos, voltou a enfrentar Huracán, derrotado em casa por 2-1 no retorno do clássico de bairro, e Boca Juniors. Os azulgranas voltaram a ser campeões, confirmando em fevereiro de 1928 o título, terminando um ponto à frente do Boca, em reta final emocionante. Posteriormente, foi vencida nova Copa contra o campeão uruguaio, o Rampla Juniors.
O campeonato de 1927 ocorreu em turno único, envolvendo mais de trinta clubes, no que Monti chegou publicamente a queixar-se: "se jogaria melhor (o futebol) com menos teams e mais disciplina", declarou em entrevista à revista Caras & Caretas. A edição seguinte foi igualmente extensa, encerrada só no ano de 1929, e um início ruim fez os detentores do título exercerem papel secundário. O campeão foi o rival Huracán e o San Lorenzo finalizou em sexto, mas podendo saborear a vitória no clássico, em outro campeonato de turno único. Ainda em 1929, o clube também inaugurou o estádio Gasómetro, que até ser demolido, no fim da década de 1970, era o maior do país. O clube saltou de cerca de 3.600 em 1928 sócios para quase 14 mil em 1929.
No campeonato argentino de 1929, o San Lorenzo voltou a estar no páreo, precisando inclusive de três jogos extras contra o Boca para definir quem faria a final contra o (futuro campeão) Gimnasia y Esgrima La Plata. O Boca, com quem havia se igualado na liderança de um dos dois grupos nos quais o torneio foi dividido, terminou ganhando, já no ano de 1930. No campeonato propriamente válido pelo ano de 1930, finalizado em maio de 1931, terminou em quarto. Monti esteve presente na penúltima rodada, em empate em 2-2 com o River Plate em 12 de abril de 1931.
Em maio, dezoito clubes, incluindo o San Lorenzo, rebelando-se contra a associação reconhecida pela FIFA para criarem uma liga abertamente profissional, após a associação tentar impor a manutenção de todos as três dezenas de clubes que até então participavam, mesmo mostrando-se aberta a oficializar um profissionalismo já praticado ilegalmente. Monti, porém, não realizou nenhuma partida pela liga profissional de 1931.
Sofrendo com críticas advindas da performance ruim na final da Copa do Mundo FIFA de 1930, Monti acertou com a equipe italiana da Juventus, mas precisou esperar um ano para poder jogar no novo clube; as normas argentinas da época obrigavam os jogadores a passar um ano suspenso ou jogando na equipe B para poder trocar de clube.

### Sportivo Palermo e Juventus

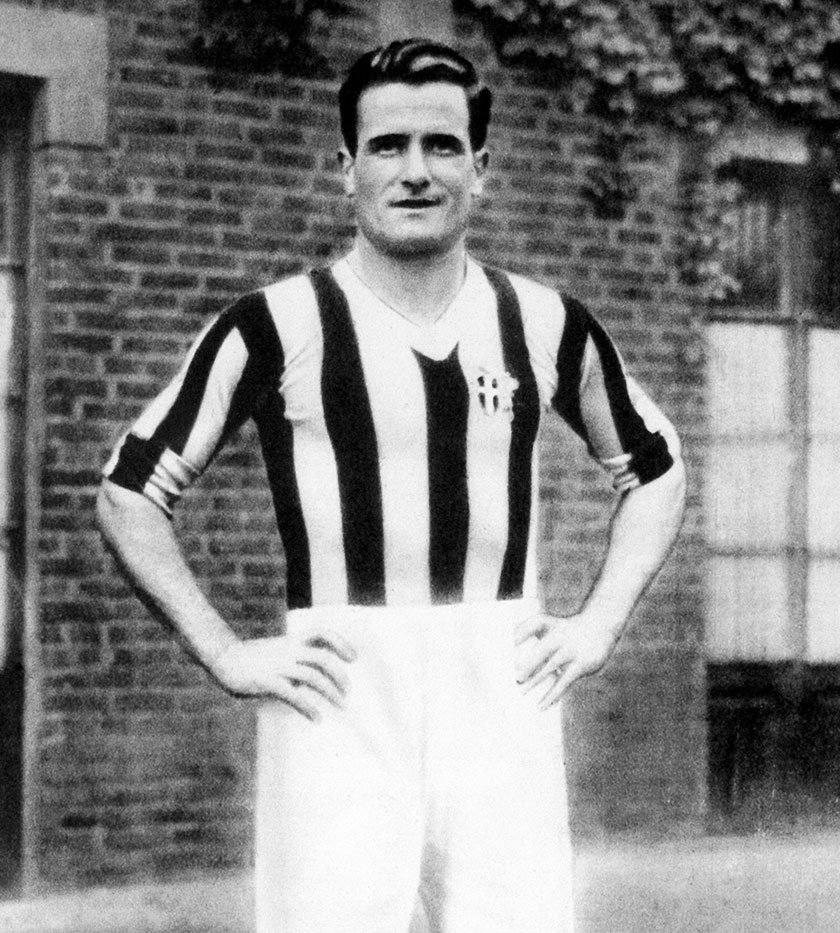
Monti pela Juventus.

Ao invés de permanecer no San Lorenzo, Monti inicialmente manteve-se na associação oficial ao invés da profissional. Por ser da associação reconhecida pela FIFA, o enfraquecido campeonato amador pós-1930 concentrou os convocados à seleção argentina até a reunificação depois da Copa do Mundo FIFA de 1934. Um dos times que permaneceram no amadorismo foi o Sportivo Palermo, pelo qual Monti jogou em julho de 1931 sua última partida pela seleção. A equipe terminou na oitava colocação no campeonato amador de 1931.[carece de fontes?] Formalmente, o volante seguia tendo o emprego adquirido na prefeitura de Buenos Aires.
Quando Monti enfim chegou na Itália, atraindo críticas à sua contratação e decepcionando quem esperava por um jogador consagrado: estava fora de forma. Sua contratação havia sido sugerida por Raimundo Orsi, que havia sido colega de Monti na seleção argentina medalha de prata nas Olimpíadas de 1928, e que desde então vinha integrando a Juve. Monti estreou mal, começando a ser respeitado exatamente por tomar iniciativa de treinar em separado, perdendo quinze quilos.
A equipe de Turim já havia sido campeã italiana da temporada 1930-31 quando Monti chegou. Ainda assim, ao recuperar a forma ele conseguiu agregar mais segurança à defesa bianconera. Fez parte do elenco bicampeão seguido na temporada 1931-32, marcando dois gols na reta final, um deles em vitória por 4-2 sobre a Internazionale (então chamada Ambrosiana) em Milão. Em novembro de 1932, o reforço já estreava pela seleção italiana. O tri veio na temporada 1932-33, com o volante argentino marcando seis vezes, incluindo dois gols em uma mesma partida - os dois em vitória por 2-0 sobre o Palermo na Sicília.[carece de fontes?]
Nenhum time até então havia conseguido quatro títulos seguidos no campeonato italiano. A Juve conseguiu isso na temporada 1933-34, na qual Monti chegou a marcar quatro gols.[carece de fontes?] O clube naturalmente tornou-se a base da seleção italiana naqueles tempos, e Monti foi um dos cinco juventinos titulares da Azzurra campeã da Copa do Mundo FIFA de 1934, junto do compatriota Orsi e também de Gianpiero Combi, Luigi Bertolini e Giovanni Ferrari.
O recordista tetracampeonato foi ampliado para um penta na temporada seguinte, com Monti marcando dois gols, mas um deles em vitória por 3-1 como visitante no clássico com o Torino - com outro gol sendo, curiosamente, de Orsi.[carece de fontes?] Com o pentacampeonato, a Juventus acumulou sete títulos, igualando-se ao Pro Vercelli e ficando abaixo somente dos nove do Genoa. Antes dessa série, estava abaixo também de Milan e Internazionale (três cada um) e tinha um a mais do que o rival Torino.[carece de fontes?] Os títulos em série influenciaram para tornar o clube de Turim no mais popular time do país. Somente no século XXI o pentacampeonato seria superado, pelo hexa da mesma equipe entre 2012 e 2017.[carece de fontes?]
Com a invasão do exército italiano na Abissínia deflagrando em 1935 a Segunda Guerra Ítalo-Etíope, alguns dos mais renomados jogadores ítalo-argentinos que atuavam no calcio deixaram a Itália, temerosos de alistamento. Foi o caso de Orsi; do também juventino Renato Cesarini, pré-convocado à Copa de 1934; de Enrique Guaita, da Roma e outro vencedor da Copa de 1934; de mais um argentino da Azzurra campeã em 1934, Attilio Demaría; e de Carlos Volante.
Monti, porém, permaneceu, defendendo a Juventus até 1939. Contudo, obteve somente mais um troféu, a Copa da Itália de 1937-38; na Serie A de 1935-36, em que Monti voltou a marcar como visitante no dérbi com o Toro (2-2), a Juve ficou apenas em quinto; na de 1936-37, onde Monti marcou duas vezes em vitória por 6-1 sobre a Lazio, o clube foi novamente quinto. Na de 1937-38, em que Monti marcou um gol no Milan em vitória por 2-0, o time ficou a dois pontos da conquista, perdida para a Ambrosiana-Inter. Por outro lado, ganhou aquela Copa da Itália, no que foi a primeira conquista juventina nessa competição, ganha em finais exatamente contra o Torino.[carece de fontes?]
Na temporada 1938-39, Monti e a Juventus ficaram apenas em oitavo.[carece de fontes?] Ele aposentou-se ainda em 1939, em virtude da uma lesão, tendo marcado 22 gols em 262 jogos pela Juve e com todas as desconfianças iniciais superadas.

## Seleção

### Argentina

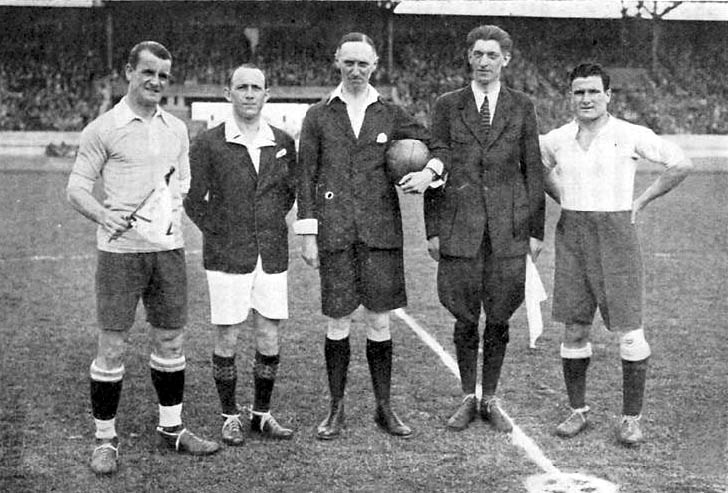
Monti à direita como capitão da seleção argentina antes da final do futebol nos Jogos Olímpicos de Verão de 1928, contra o Uruguai.

Monti estreou pela Argentina em 10 de agosto de 1924, em empate em 0-0 em Buenos Aires contra o Uruguai pela "Copa Ministerio de Relaciones Exteriores". Em 31 de agosto, jogou novamente contra os uruguaios, em Montevidéu. Dessa vez, venceu por 3-2 e marcou um gol, pela "Copa Gran Premio de Honor Uruguayo". Todavia,
o volante só voltou a jogar pela seleção em 30 de outubro de 1927, na Copa América daquele ano. Foi o ano da reunificação das ligas argentinas após oito anos; clube de Monti, o San Lorenzo estava em campeonato da associação não reconhecida pela FIFA.
Monti esteve em três jogos daquela Copa América, no 7-1 sobre a Bolívia, no 3-2 sobre o Uruguai e no 5-1 sobre o anfitrião Peru. Foi a primeira Copa América que a Argentina ganhou fora de casa. A Albiceleste assim se classificou às Olimpíadas de 1928, nas quais Monti foi o capitão da seleção. Sua primeira derrota pelo país veio exatamente na final contra os uruguaios, na qual marcou o gol argentino (o segundo que fez pela seleção) no revés por 2-1, acertando um chute de longa distância. No ano de 1929, o volante jogou uma única vez pela Argentina, em reencontro com o Uruguai, em Buenos Aires, pela "Copa Lipton". A partida, em 28 de setembro, terminou em 0-0.
Ele voltou a jogar pela Argentina já na Copa do Mundo FIFA de 1930. Marcou o primeiro gol argentino na história da competição, contra a França, em cobrança de falta, no estádio Gran Parque Central. Curiosamente, o encarregado da cobrança seria Francisco Varallo, mas ele mesmo pediu que Monti cobrasse, após errar diversas tentativas contra o goleiro Alexis Thepót, a grande figura da partida, a impedir uma goleada. A partida também foi marcada pelo encerramento precoce, aos 40 minutos do segundo tempo, por equívoco da equipe de arbitragem, forçando um reinício após meia hora, interrompendo inclusive o banho de alguns jogadores.
A Argentina, todavia, chegou a anunciar disposição em retirar-se da Copa após a estreia, por conta do tratamento ruim oferecido pela torcida uruguaia, que chegou a apedrejar o ônibus alviceleste e invadir o campo, gerando inclusive uma crise nervosa em Roberto Cherro. O próprio presidente uruguaio, Juan Campisteguy, influenciou para que a ameaça não fosse efetivada, fazendo promessas de segurança. Ainda assim, Cherro, maior artilheiro do Boca Juniors no século XX e que tinha média de 0,75 gols por partida pela seleção, não quis voltar a jogar no torneio, dando lugar ao futuro artilheiro Guillermo Stábile.
A vítima seguinte das ameaças uruguaias foi o próprio Monti. A linha média argentina na estreia, em que Monti atuou entre Pedro Suárez e Juan Evaristo, não foi repetida na segunda partida, substituída integralmente pela formação Alberto Chividini, Adolfo Zumelzú e Rodolfo Orlandini. A nova formação no setor, porém, não foi mais repetida após uma vitória inicial por 3-0 virar depois um perigoso 5-3 sobre o México, derrotado ao fim por 6-3. Monti retornou na partida contra o Chile, batido por 3-1 no estádio Centenário. O resultado classificou a Albicleste à semifinal, como líder do único grupo de quatro seleções - os demais possuíam três, mas mesmo na chave de quatro somente o líder avançaria.
Na semifinal, o adversário no estádio Centenário foi os Estados Unidos, reforçados por ex-jogadores do profissionalizado futebol britânico e que chegaram a zombar da dificuldade argentina contra os mexicanos. Monti abriu o placar de uma goleada por 6-1, que estava em 6-0 até o penúltimo minuto. Monti, porém, terminou sendo uma figura nula na final, ressentido de ameaças de vida que vinha sofrendo dos uruguaios. Ele próprio pediu para não jogar e os dirigentes chegaram a pensar em Chividini e no lesionado Zumelzú para substitui-lo, mas Monti terminou convencido pelo próprio presidente do San Lorenzo, Pedro Bidegain. Ainda no vestiário, porém, o volante pedia a colegas que "metam vocês, porque estou marcado", após quase não dormir na véspera.
Anos mais tarde, contra a percepção generalizada na Argentina de que ele realmente não deveria ter sido escalado, Monti rebateu as críticas sob o argumento de "o que queriam, que eu fosse herói do futebol?". Também justificou-se: "tive muito medo quando joguei essa partida, porque ameaçaram matar a mim e a minha mãe", tendo recebido ameaças inclusive por correspondência. Ainda assim, o volante participou ativamente do segundo gol argentino, realizando quase na linha do meio-campo o lançamento que alcançou Stábile, que prosseguiu a jogada para marcar, já no fim do primeiro tempo. Na ocasião, os argentinos haviam virado o jogo para 2-1. No segundo tempo, porém, os anfitriões terminaram promovendo outra virada no placar, ganhando por 4-2. Monti chegou a ser visto na imprensa argentina como culpado pela derrota.
As duas derrotas "mundiais" para o Uruguai, nas finais de 1928 e 1930, foram precisamente as duas únicas derrotas nas dezesseis partidas de Monti pela Argentina. Após a Copa, ele jogou uma vez mais pela seleção, em 4 de julho de 1931, marcando o gol no empate em 1-1 com o Paraguai em Buenos Aires pela "Copa Chevallier Boutell". Na ocasião, foi convocado como atleta do Sportivo Palermo, uma das equipes deixadas de fora da liga profissional a partir de maio. Como o campeonato amador era o reconhecido pela FIFA, jogadores das equipes que nele permaneceram foram as contempladas nas convocações até a reunificação, após a Copa do Mundo FIFA de 1934.

### Itália

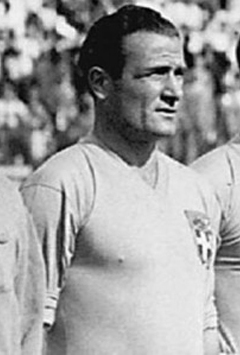
Monti pela seleção italiana.

Monti estreou pela seleção italiana em 27 de novembro de 1932, em vitória por 4-2 sobre a Hungria em Milão. Acumulou sete oito partidas até dezembro do ano seguinte; na oitava, marcou seu único gol pela Azzurra, em vitória por 5-2 sobre a Suíça em Florença.[carece de fontes?] Chegou a ser referido pelo nome italianizado de Luigi Monti. A preparação italiana à Copa do Mundo FIFA de 1934 vinha tranquila, emendando 17 vitórias, seis empates e perdido apenas três entre 1930 e 1933. Porém, já em 11 de fevereiro de 1934 os italianos perderam em Turim por 4-2 um amistoso contra o Wunderteam da Áustria, mesmo na ausência do principal jogador adversário, Matthias Sindelar. Tais fatores impuseram forte pressão nos convocados.
O volante foi um dos seletos quatro presentes naquela derrota a ser mantido na partida seguinte, em 25 de março, contra a Grécia.[carece de fontes?] Esse foi o único compromisso italiano nas primeiras eliminatórias mundialistas, na única ocasião em que o país sede precisou joga-las. Além de Monti, permaneceram somente outro argentino, Enrique Guaita, e também Giuseppe Meazza e o brasileiro "Filó" Guarisi.[carece de fontes?] A precaução surtiu efeito e a Azzurra, que usou também outro brasileiro, Otávio "Nininho" Fantoni II, venceu por 4-0.
Monti terminou convocado juntamente com outros três argentinos: Guaita, Raimundo Orsi e Attilio Demaría, o único que não seria titular, embora curiosamente também tenha participado, como Monti, da Copa do Mundo FIFA de 1930 pela Argentina. Orsi era outro conhecido: ele e Monti haviam estreado juntos pela Argentina em 1924, e foram colegas também nas Olimpíadas de 1928 pela Albiceleste. Os quatro juraram que se recusariam a entrar em campo caso a Itália enfrentasse a Argentina. Além deles, os italianos recorreram a outro sul-americano, o brasileiro Guarisi.
No torneio, Monti esteve em todos os jogos da Itália.[carece de fontes?] Porém, voltou a sentir-se pressionado, dessa vez pelo governo de Benito Mussolini, sedento em usar o sucesso italiano para promover-se. A pressão por resultados teria feito o argentino ser constantemente agressivo, algo do qual ele posteriormente não se orgulharia. Em Florença, na partida-desempate contra a Espanha, jogada já no dia seguinte após as duas terem empatado em 1-1,[carece de fontes?] o volante teria acertado uma pancada desleal aos 25 minutos de jogo sobre o adversário Crisanto Bosch, que passou mancando o restante do jogo. Orsi contaria que a vitória deveu-se a Monti, porque o volante teria acertado todos os adversários, "até o treinador espanhol". Contra a Áustria, na semifinal, em Milão, dessa vez os italianos enfrentariam Sindelar. E coube a Monti marcar o astro adversário, conseguindo sucesso às custas de jogo duro; Sindelar só obteve uma única oportunidade de gol no jogo inteiro, ganho por 1-0 com gol do argentino Guaita.
A final da Copa do Mundo FIFA de 1934 também foi sofrida. Após um primeiro tempo no qual as defesas de Itália e Tchecoslováquia funcionaram melhor do que os ataques, o adversário abriu o placar já aos 31 minutos do segundo tempo, e em seguida quase ampliou, impedido pela trave. Mas em cinco minutos veio o empate italiano, por intermédio do argentino Orsi, a lembrar-se assim da celebração de Monti consigo: "Monti me chutava e me gritava: 'salvaste a nossa vida!'". Com assistência do argentino Guaita, a Azzurra virou a partida no início da prorrogação, passando a retrancar-se com sucesso, garantindo uma vitória sofrida por 2-1.
O título mundial não foi suficiente para que a Itália fosse unanimemente reconhecida como a melhor seleção do mundo. Na época, as nações britânicas julgavam-se de direito as melhores, ausentando-se voluntariamente das competições fora de suas ilhas. Era costume a Inglaterra convidar candidatas a melhor do mundo para enfrenta-la; como costumava vencer, mantinha a postura prepotente, só alterada após ser derrotada pela primeira vez em casa para uma seleção não-britânica - a Hungria de Ferenc Puskás, em 1953. A Itália foi então convidada ainda em 1934 para enfrentar os ingleses em Londres e aos doze minutos do primeiro tempo já perdia por 3-0. Monti fraturou-se nessa partida, e embora depois os italianos tivesse conseguido marcar duas vezes, a derrota não evitou que a discordância britânica perdurasse; logo no primeiro minuto, a Inglaterra chegou a perder um pênalti.[carece de fontes?]
Após essa partida em que se fraturou, Monti só voltou a defender a Azzurra em novembro de 1935, em empate em 1-1 com a Hungria em Milão. A partida seguinte foi a última, contra a Suíça em Zurique, em vitória por 2-1 em 5 de abril de 1936.[carece de fontes?]

## Treinador
Monti fez a maior parte da carreira de treinador em pequenas equipes da Itália, além de uma passagem como técnico interino da Juventus. Na Argentina, treinou apenas o Huracán, saindo por desentender-se com os dirigentes. Foi treinado por Monti que o clube inaugurou seu atual estádio, o Tomás Adolfo Ducó, em 7 de setembro de 1947. A partida está entre as mais celebradas do clube não só pelo fato, mas também pelo resultado de 4-3 sobre um adversário como o Boca Juniors e pela vitória vir de modo emocionante, com um gol a sete minutos do final.

## Títulos

### Nacionais
General Mitre
- Campeonato Argentino - Segunda Divisão (1): 1920

Huracán
- Campeonato Argentino (1): 1921

San Lorenzo
- Campeonato Argentino (3): 1923, 1924 e 1927
- Copa Rio da Prata (2): 1924 e 1926

Juventus
- Campeonato Italiano (5): 1931-32, 1932-33, 1933-34, 1934-35 e 1937-38
- Copa Itália (1): 1937-38

### Internacionais
Seleção Argentina
- Campeonato Sul-Americano: 1927
- Medalha de prata olímpica: 1928

Seleção Italiana
- Copa do Mundo FIFA: 1934

### Prêmios individuais
- Seleção da Copa do Mundo FIFA (All-Star Team FIFA): 1930 e 1934.